# Hysen Zmijani
Hysen Zmijani   (Shkodër, 29 d'abril de 1963) és un exfutbolista albanès de la dècada de 1980.
Fou 36 cops internacional amb la selecció albanesa.
Pel que fa a clubs, defensà els colors de Vllaznia Shkodër i GFC Ajaccio.